# Chapéu pontudo

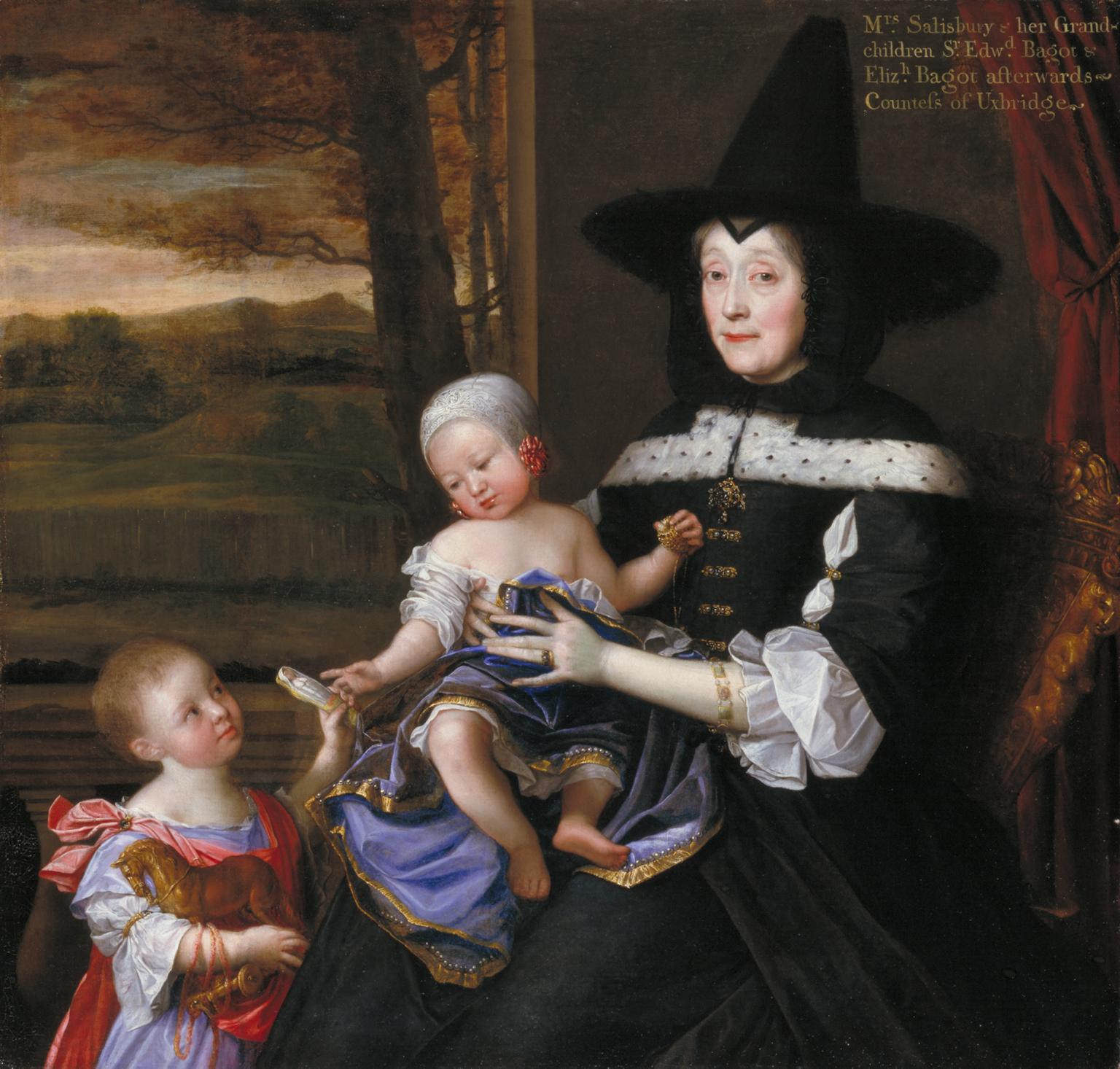
John Michael Wright, Sra. Salesbury com seus netos Edward e Elizabeth Bagot, c. 1676, Tate Britain.

Chapéus pontiagudos têm sido um item distintivo de chapéus em uma ampla variedade de culturas ao longo da história. Embora muitas vezes sugiram uma antiga tradição indo-europeia, eles também eram tradicionalmente usados por mulheres da Lapônia, japonesas, o povo micmac do Canadá Atlântico e os huastecas de Veracruz e astecas (ilustrados, por exemplo, no Códice Mendoza). Os kabiri da Nova Guiné têm o diba, um chapéu pontudo colado.

## Tempos modernos

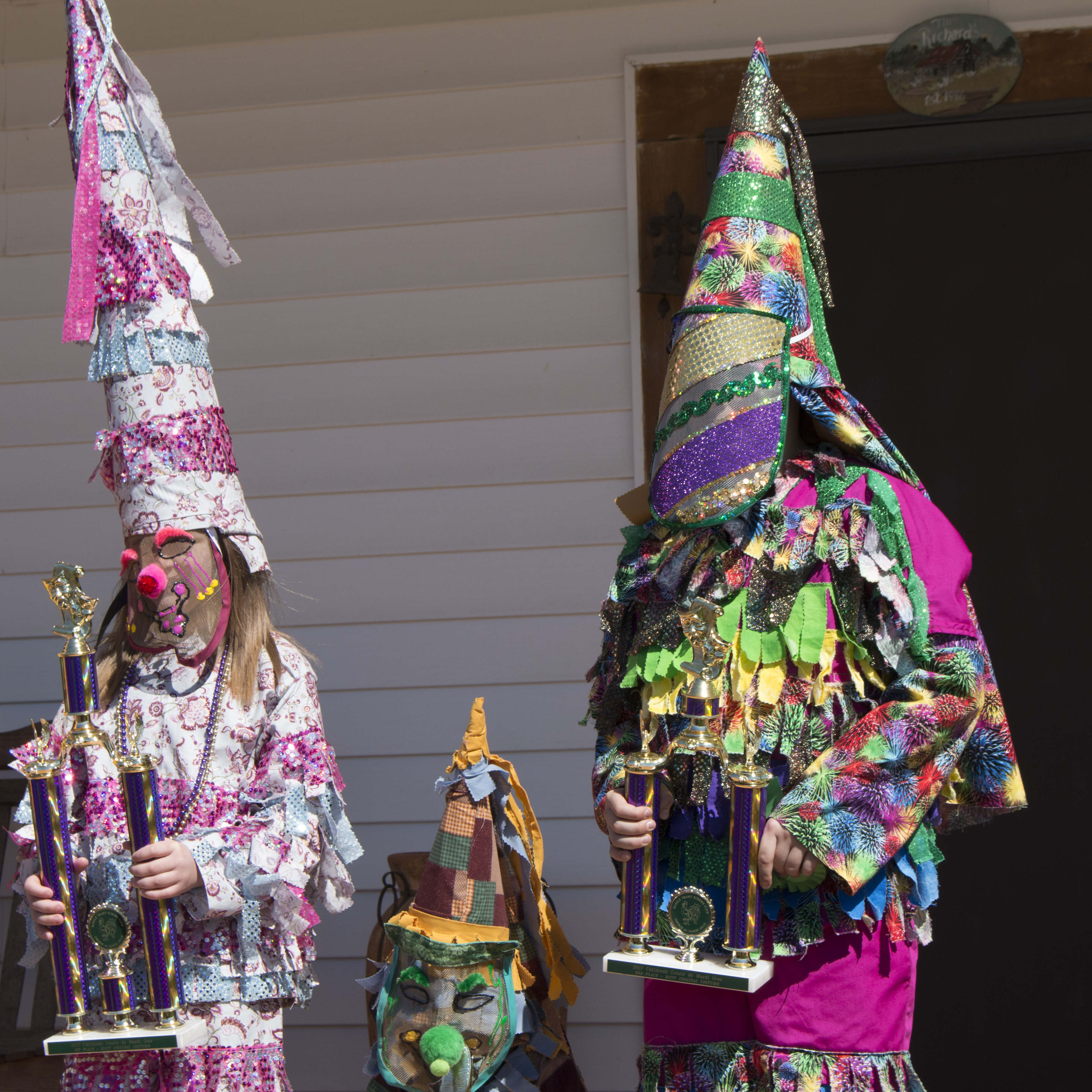
Chapéus pontudos no Courir de Mardi Gras de 2017 na Luisiana rural

O spitzhut é um tipo de chapéu tradicional na Baviera.
Capuzes pontiagudos eram usados por várias ordens e confrarias leigas católicas para procissões, por exemplo, a Semana Santa de Sevilha que usava o capirote.
Chapéus pontiagudos ainda são usados nas celebrações rurais do Mardi Gras da Luisiana pelos cajuns, o Courir de Mardi Gras, onde são conhecidos como capuchons.
A Ku Klux Klan usa este chapéu desde sua primeira era.
Chapéus altos e cônicos são comuns em cerimônias folclóricas tradicionais em muitas partes da Europa, principalmente no carnaval. Exemplos ainda podem ser vistos na Itália, Espanha e Bulgária.
Os cavalos do May Day de Padstow e Minehead no sudoeste da Inglaterra têm chapéus pontudos com máscaras anexados.